# Alianza del Pueblo Japonés contra la Guerra

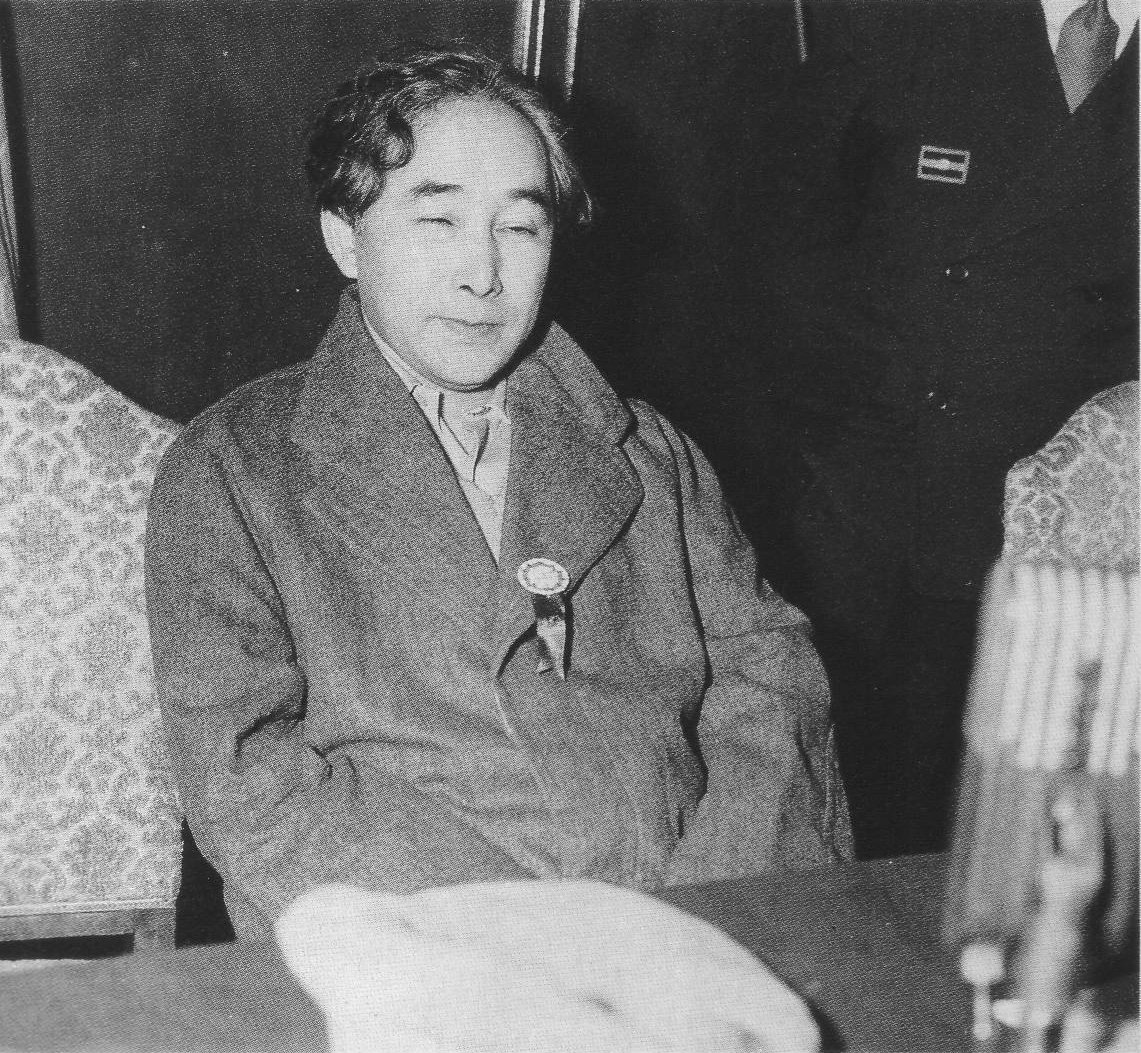
Wataru Kaji, fundador de la Alianza.

La Alianza del Pueblo Japonés contra la Guerra (日本人反戦同盟, Nihonjin Hansen Dōmei) fue una organización de resistencia japonesa en China durante la segunda guerra sino-japonesa. Fue disuelta por el gobierno nacionalista por temor a tener simpatías comunistas.